# Benno Brandis
Benno Brandis (21 giugno 2006) è uno sciatore alpino tedesco.

## Biografia
Specialista delle prove veloci attivo dal novembre del 2022, Benno Brandis ha esordito in Coppa Europa il 20 gennaio 2025 a Reiteralm in supergigante (41º) e ai successivi Mondiali juniores di Tarvisio 2025 ha vinto la medaglia d'oro nella medesima specialità; ha debuttato in Coppa del Mondo il 23 marzo successivo a Sun Valley in supergigante, senza completare la prova. Non ha preso parte a rassegne olimpiche o iridate.

## Palmarès

### Mondiali juniores
- 1 medaglia:
  - 1 oro (supergigante a Tarvisio 2025)

### Campionati tedeschi
- 1 medaglia:
  - 1 oro (supergigante nel 2025)